# Chizhou
Chizhou (en chino, 池州; pinyin, Chízhōu; literalmente, ‘prefectura Estanque’) es una ciudad-prefectura de la provincia de Anhui, en la República Popular de China.
La prefectura de Chizhou apareció formalmente en el cuarto año de Wu de la era, Dinastía Tang (621 AD). Limita al norte con la ciudad-prefectura de Chaohu, al sur con la ciudad-prefectura de Huangshan, al oeste con la ciudad-prefectura de Anqing, y al este con la ciudad-prefectura de Xuancheng. Su área es de 8398 km² y su población para 2020 superó los 1,3 millones de habitantes.

## Administración
La ciudad prefectura de Chizhou se divide en 4 localidades que se administran en 1 distrito urbano y 3 condados rurales.
- Distrito Guichi - 贵池区
- Condado Dongzhi - 东至县
- Condado Shitai - 石台县
- Condado Qingyang - 青阳县

### Localidades con población en noviembre de 2010
- Dōngzhì Xiàn 468,280
- Guìchí Qū 595,268
- Qīngyáng Xiàn 246,732
- Shítái Xiàn 92,238

## Aeropuerto
El aeropuerto Chizhóu Jiuhuashan (池州九华山机场) está a 20 km al este de la ciudad, en las orillas del Río Gan y llevan el nombre de los Montes Jiuhua. Comenzó a construirse en 2009 con un costo de 609 millones de yuanes  y está diseñado para mover a medio millón de personas al año.